# Симфонія № 6 (Бетховен)
Симфо́нія № 6 «Пасторальна» ор. 68 фа мажор, написана в той самий період, що й П'ята, і вперше виконана на одному концерті з П'ятою симфонією у грудні 1808 р.. Симфонія складається з 5-ти частин, кожна з яких має підзаголовок:
1. Allegro ma non troppo. «Пробудження радісних відчуттів від прибуття у село»
2. Andante molto mosso. «Сцена біля струмка»
3. Allegro. «Веселе зібрання сільського люду»
4. Allegro. «Гроза, буря»
5. Allegretto. «Пісня пастуха. Відчуття радості і вдячності після закінчення бурі»

Третя, четверта і п'ята частини виконуються без перерви.
Хоча Бетховен дав частинам симфонії програмні назви, він стверджував, що музика симфонії не змальовує конкретні події чи картини, а передає відчуття, пов'язані із сільською природою. Перша частина симфонії, на відміну від типового для Бетховена динамічного розгортання, наповнена «спогляданням» і «безтурботним щастям», а музична структура побудована на багаторазовому повторенні мотивів. Друга, повільна частина під назвою «Сцена біля струмка», у певному місці імітує спів пташок та дзюркотіння струмка. Третя частина, Скерцо, побудована на танцювальних мотивах, але в певний момент переривається «Грозою» — четвертою частиною симфонії, яка передає відчуття остраху перед бурею. Втім, спокій і «відчуття радості і вдячності» повертається у п'ятій частині симфонії, «Пісні пастуха».
Написана для подвійного складу симфонічного оркестру з двома тромбонами та флейтою-піколо. Тривалість — близько 42 хв. Шоста симфонія, як і П'ята, була присвячена двом меценатам Бетховена: сину останнього гетьмана України — графу Андрію Розумовському та князю Францу Йозефу Максимільяну Лобковіцу.